# 僑福道
僑福道（英語：Guildford Road）是香港島太平山歌賦山的一條街道，它位於山頂道以南。僑福道的街口可見白加道的摘星閣，交通有15號巴士及1號小巴出入。僑福道是一個大單位住宅區，有別墅及多層大廈。海拔約270-280米，屬於山頂海拔最低的道路之一。

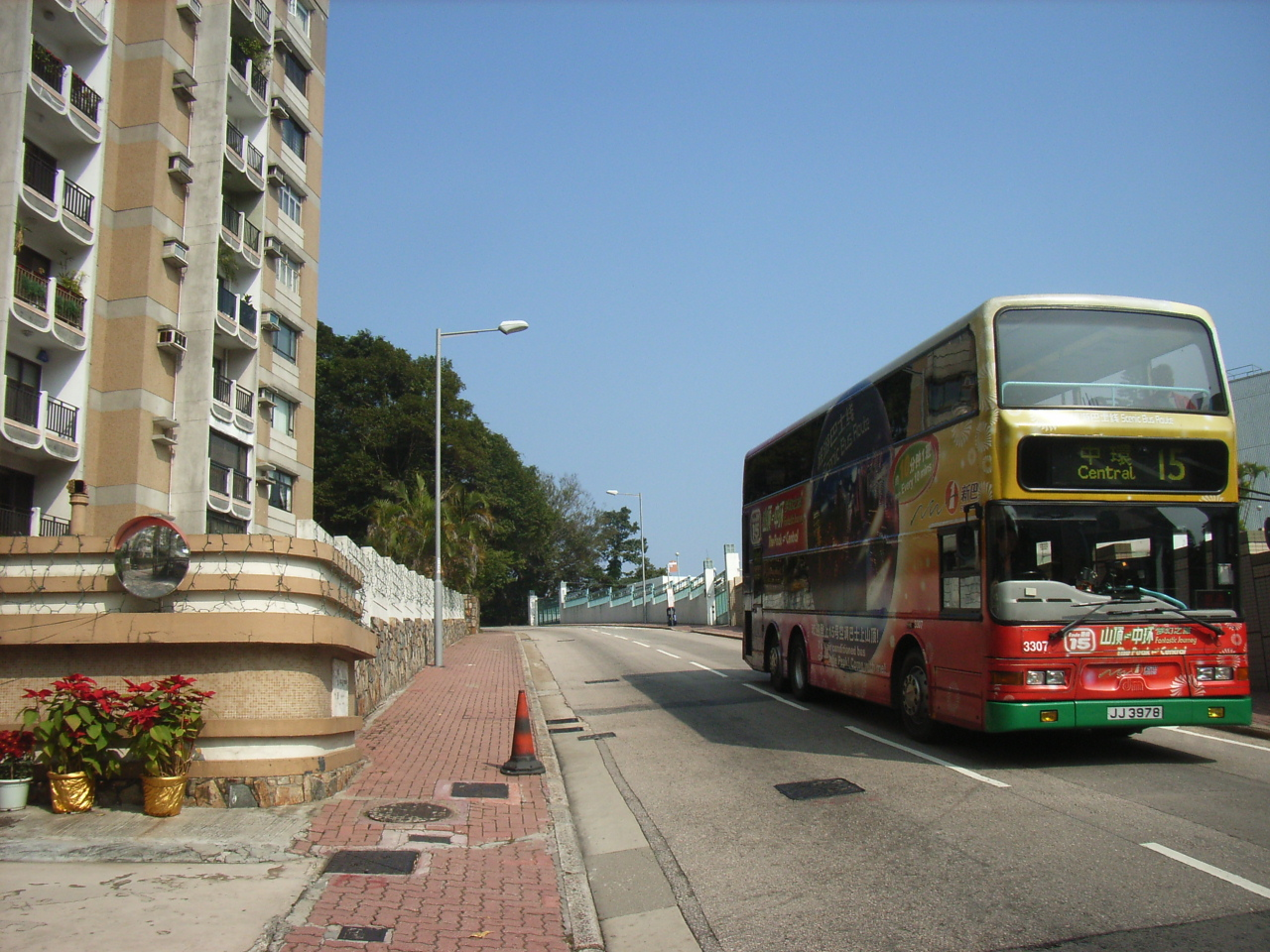
僑福道環翠園對開

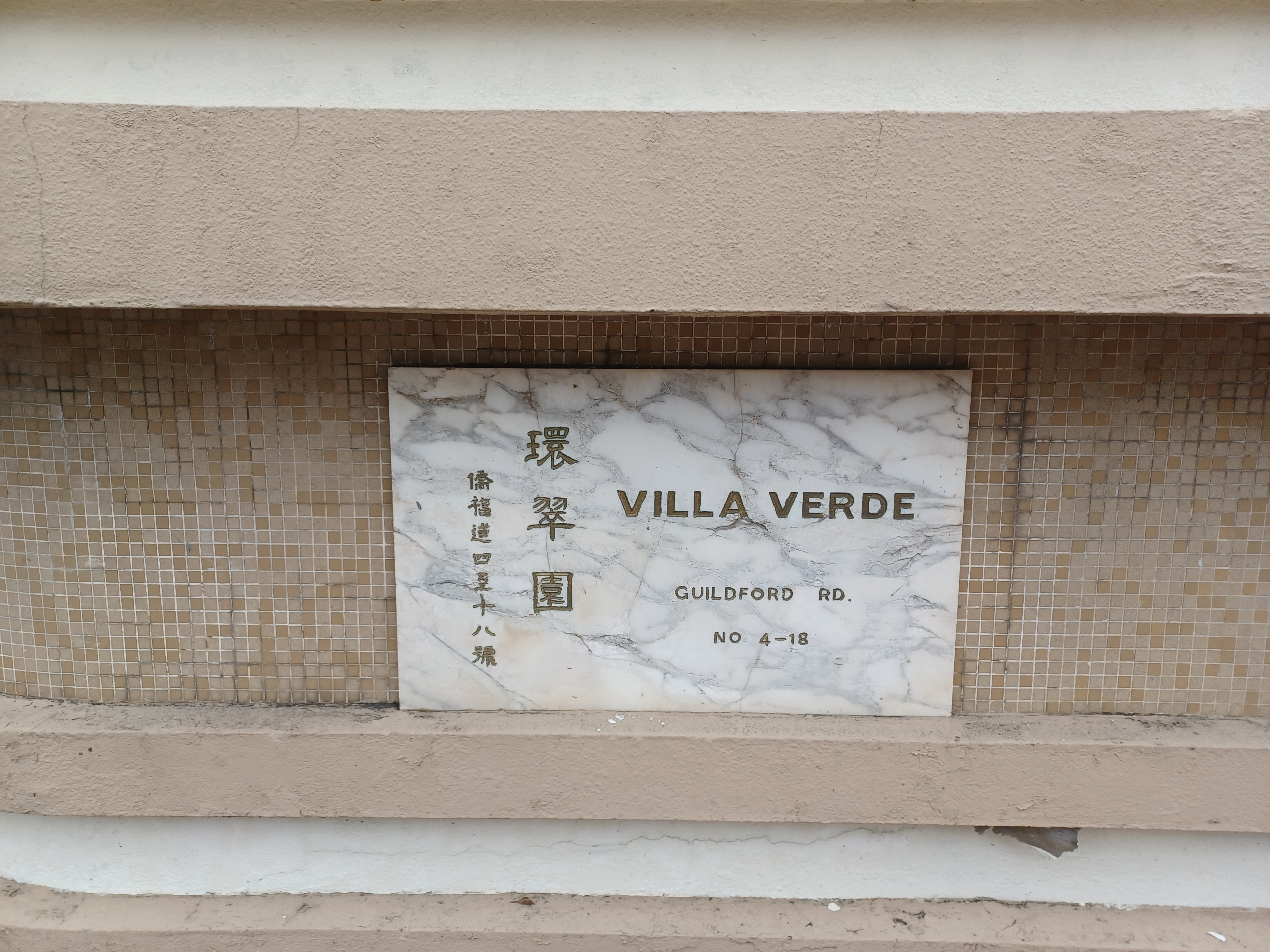
僑福道環翠園門牌

僑福道沿途設施有惠康超級市場、德瑞國際學校、文輝道、和福道、及公共車站。

## 外部連結
- 港島山頂僑福道的地圖 （页面存档备份，存于）